# Astegopteryx nipae
Astegopteryx nipae är en insektsart som först beskrevs av Van der Goot 1917.  Astegopteryx nipae ingår i släktet Astegopteryx och familjen långrörsbladlöss. Inga underarter finns listade i Catalogue of Life.